# Герб Саксонії
Герб Саксонії — офіційний символ Вільної держави Саксонія. Щит, дев'ятиразово перетятий на чернь і золото, поверх щита перев'яз у вигляді зеленої корони. Родовий герб дому Веттінів. Походження зеленої перев'язі пов'язують з вінком з рослин, який носили жінки і який, при нагоді, вони могли подарувати вподобаному лицареві.

## Галерея

### Історичні герби
|                       |
| Стара Саксонія уявний |

|                       |
| Ганноверська Саксонія |

|                            |
| Графи Ашерслебена; Асканії |

|                             |
| Графи Балленштедта; Асканії |

|                                  |
| Майсенське маркграфство 965–1423 |

|                                    |
| Бранденбурзьке маркграфство з 1170 |

|                                                     |
| Саксен-Лауенбурзьке герцогство 1296–1803; 1814–1876 |

|                                  |
| Саксонське курфюрство 1356-1806. |

|                                  |
| Саксонське королівство 1806–1918 |

|                                 |
| Герцогство Варшавське 1807–1815 |

|                                |
| Саксонія (провінція) 1816–1944 |

|                        |
| Гау Саксонія 1933—1945 |

### Саксонські герцогства
|                              |
| Саксен-Кобург-Гота 1826–1920 |

|                                  |
| Саксен-Гота-Альтенбург 1680–1826 |

|                                 |
| Саксен-Веймар-Ейзенах 1809–1920 |

### Сучасні символи
|                   |
| Земельний логотип |

|                  |
| Земельний значок |

|                 |
| Прапор Саксонії |

|                     |
| Саксонський ландтаг |

|                    |
| Саксонська поліція |